# This Time I Know It's for Real
Singles de Donna Summer
All Systems Go
(1988) I Don't Wanna Get Hurt
(1989)
This Time I Know It's for Real est une chanson de l'artiste américaine Donna Summer issue de son quatorzième album studio Another Place and Time. Elle sort en single en le 24 février 1989 sous le label Warner Bros. Records.

## Performance dans les hits-parades
| Classement (1989)                          | Meilleure position |
| ------------------------------------------ | ------------------ |
| Allemagne (Media Control AG)               | 15                 |
| Australie (ARIA)                           | 40                 |
| Belgique (VRT Top 30)                      | 2                  |
| Canada (RPM)                               | 6                  |
| France (SNEP)                              | 6                  |
| Irlande (Irish Recorded Music Association) | 4                  |
| Norvège (VG-lista)                         | 3                  |
| Pays-Bas (Nederlandse Top 40)              | 5                  |
| Royaume-Uni (UK Singles Chart)             | 3                  |
| Suède (Sverigetopplistan)                  | 12                 |
| États-Unis (Hot 100)                       | 7                  |
| États-Unis (Dance Club Songs)              | 5                  |
| États-Unis (Adult Contemporary)            | 2                  |